# Колчинская, Ася Зеликовна
А́ся Зе́ликовна Колчинская (4 июля 1918, Киев — январь 2011, Москва) — врач-физиолог. Доктор медицинских наук (1964). Профессор (1976). Академик Нью-Йоркской Академии наук (1996). Лауреат Государственной премии Украины (2000).

## Биография
В 1940 году окончила Киевский государственный университет имени Тараса Шевченко (биологический факультет). В 1946 году закончила Киевский медицинский институт им. А. А. Богомольца.
Преподавала в Национальном университете физического воспитания и спорта Украины.

## Семья
Племянница — Надежда Мироновна Колчинская — была замужем за литературоведом и диссидентом Львом Копелевым, в результате чего Ася Колчинская в 1980-е годы находилась под наблюдением органов госбезопасности.